# Max Liebermann

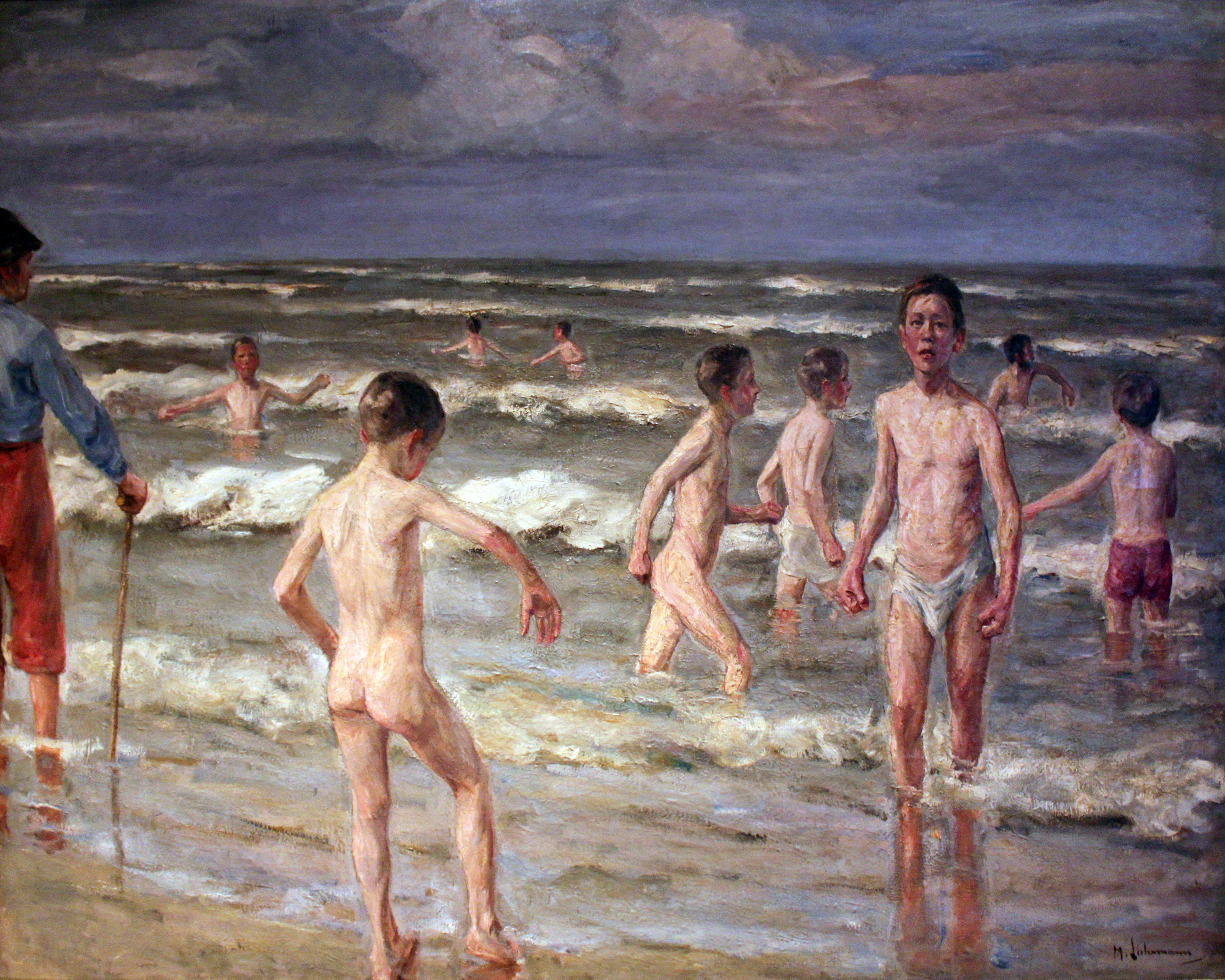
Fürdőző fiúk

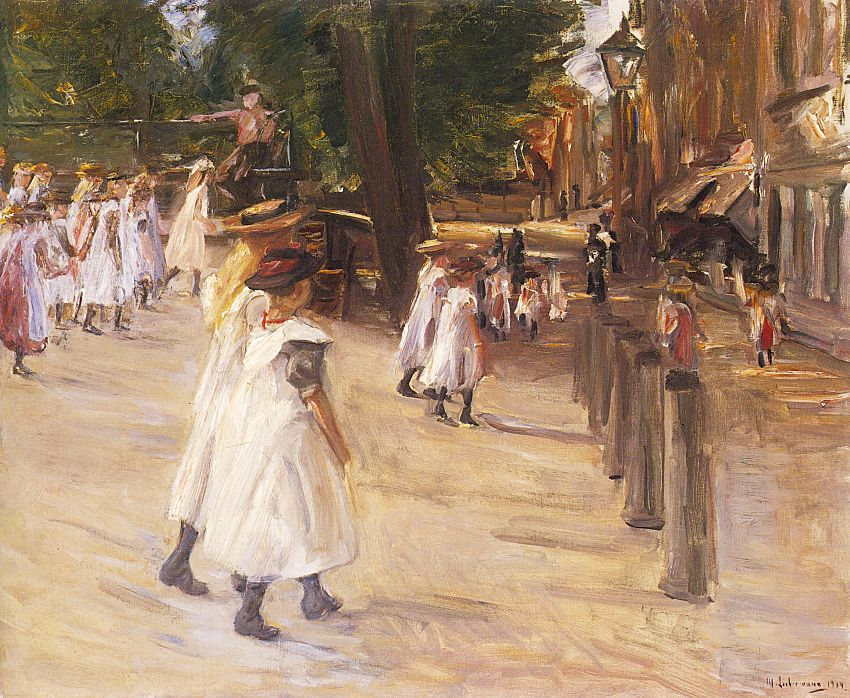
Úton az iskola felé Edamban

Max Libermann (Berlin, 1847. július 20. –  Berlin, 1935. február 8.) német festő és grafikus, a német impresszionizmus egyik legjelentősebb képviselője.

## Életpályája
Zsidó származású gyári munkásból lett bankár fiaként született Berlinben, és egy impozáns toronyházban nőtt fel, amely a Brandenburgi kapu mellett magasodott. Először jogi és filozófiai tanulmányokat folytatott a Berlini Egyetemen, majd később festészetet és rajzot tanult Weimarban 1869-ben, Párizsban 1872-ben és Hollandiában 1876-1877 között. A porosz–francia háború alatt (1870-1871 között) önkéntes egészségügyi katonaként szolgált a Metzhez közeli Szent János rend kórházában. 1871-ben Düsseldorfban találkozott Munkácsy Mihállyal, akinek festészete nagy hatást gyakorolt Liebermannra. Georg testvére anyagi támogatásával Amszterdamba és Scheveningenbe utazott. A táj, az emberek és a fény elkápráztatták Liebermannt. Olykor Münchenben tartózkodott, majd visszatért Berlinbe, 1884-ben, s itt maradt élete végéig. 1884-ben feleségül vette Martha Marckwaldot (1857-1943).
Örökségét arra használta fel, hogy egy lenyűgöző kollekciót állítson össze a francia impresszionisták munkáiból, hiszen csodálta e teljesítményeket. Idővel maga is elkezdte festeni a tehetősebb körökből való emberek hétköznapjait, majd – bár csak az 1910-es évektől – motívumokat merített a későbbi Wannsee-tóhoz közeli kertjéből is. Berlinben azonban rengeteg portrét is festett, már-már a Manet-éhoz hasonló felfogásban. Készített vallásos tárgyú képeket is, gondolva itt például „A tizenkét éves Jézus a templomban a tudósokkal” című képre (1879) – e festmény egy vitát jelenít meg, amely a zsidó-küllemmel ábrázolt Jézus és a zsidó tudósok között zajlik. Ez a jelenet a müncheni Nemzetközi Művészeti Bemutatón nagy vihart kavart – egy kritikus leírása szerint ezen az ábrázoláson Jézus a lehető legcsúnyább, legszemtelenebb zsidó fiú, akit csak elképzelni lehet.
Ötvenedik születésnapja alkalmából Liebermann önálló kiállítást adott a Porosz Művészeti Akadémián Berlinben, s a következő évben akadémiai taggá választották. Ő vezette a Berlini Szecesszió nevű csoportot (1899-től 1911-ig), s ez idő alatt felemelte a szavát a művészet és a politika különválasztásának ügyében is, illetve rendszeresen hozzájárult a csoport újságjainak szétterjesztéséhez az első világháború alatt. Kiállt a művészi szabadságért, s azért, hogy a művészet semleges maradhasson a politikától vagy az ideológiától. 1920-tól a Porosz Művészeti Akadémia elnökévé avatták, s egészen 1933-ig az is maradt, míg le nem mondott e posztjáról – ebben az évben döntött úgy az akadémia, hogy többé nem állít ki munkákat zsidó művészektől, anélkül, hogy Liebermann ezt a döntést megerősítette volna. A művész képtelen volt megemészteni a nácik győzelmét és uralmát.
1909-ben birtokot vett Wannsee-ben, Berlin egyik jómódú külterületén, ahol aztán tervezett egy villát kerttel. A kertjéből merített motívumok az 1910-es évektől egészen haláláig meghatározták munkásságát. Liebermann idővel – Lovis Corinth-tal és Max Slevogttal együtt – a német impresszionizmus példás képviselőjévé vált. 1927-ben, nyolcvanadik születésnapján, nagy kiállítással ünnepelték a művészt, s Berlin címzetes polgárává avatták. Végül – amikor a már említett sérelmek elérték a művészt – 1935-ben, 88 éves korában halt meg. A művész felesége, Martha Liebermann, 1943. március 5-én, 85 éves korában, megdöbbenten értesült arról, hogy rövidesen koncentrációs táborba szállítják – azonban ő ahelyett, hogy bevonult volna, öngyilkosságot követett el a család házában, órákkal a rendőrség érkezése előtt.
2005–2006-ban a Skirball Center Los Angelesben és a Zsidó Múzeum New Yorkban kiállítást rendezett Liebermann munkáiból, 2006. április 30-án pedig a Max Liebermann Társaság állandó kiállítást nyitott a Liebermann család villájában Wannsee-ben.

## Művei
[forrás?]
A vasalónő
A „Vasalónő” című kép már címével is elővételezi, hogy az értelmezés középpontjába a munkásasszonyt kell helyeznünk, akinek leskelődő, a gyermeki kíváncsiság alapvető antropológiai jegyét mutató kisfia első olvasatra akár a kép puszta tartozékának is tűnhet. Ugyanakkor mégis az az érzésünk, hogy voltaképpen a gyermek az, aki bevezet minket az ábrázolt hétköznapokba – a szemlélő a gyermek érdeklődő gesztusa, felfedező, szemlélődő attitűdje révén tekinthet be ebbe a napfényes szobába, melyben egy szorgalmas, derekas nő dolgos mindennapjai zajlanak. A tér színei alapvetően az egyszerű módra utalnak, akárcsak a ruhákéi, a szoknya és az ajtók feketéje azonban a nélkülözésre és a beletörődésre. Az előtér barnás-vöröses színei az anyagi valóságot, a szegénységet, a szorgalmat és az anyai gondoskodást jelenítik meg, a védelmet és a melegséget – így az anya e képen a család emocionális vezetőjeként tételeződik. Az asszony – a közösség normatív struktúrája szerint kijelölt, ráruházott szerepkör révén – egyszerű, egyéni vágyait feladó, „az élet rendjébe” (mint közösségi konstrukcióba) beletörődő nő, akinek lényén tükröződik a hallgatag asszonyi élet ideálja. Erre utal a fejkendő is, mely (aláhúzva az előbb elmondottakat) – különösen annak fehére révén – szűziességet, tisztességességet jelenít meg. Egyrészt a színek szimbolikája révén, másrészt annak köszönhetően, hogy alapvetően a kisgyermek gesztusa vezet be minket a jelenetbe, az ábrázoláson a nő- és a gyermekszemlélet alapvetően összefonódik egymással, egymást feltételezve jelenik meg. A gyermek, aki az éretlenségre és tapasztalatlanságra utaló egyszerű egybe-ruhában jelenik meg, a felnőtt létre való előkészítésre történő mindenféle utalás nélkül, alapvetően esetlen, gyámoltalan, gondozásra és törődésre szoruló lényként jelenik meg, akiért dolgozni kell, akit gondozni kell (utóbbira leginkább a színekből következtethetünk). Az asszony pedig – mindehhez kapcsolódva – a gyermek fölött álló, felelősségteljes, a családját oltalmazó, gyermekéről (gyermekeiről) gondoskodó nőként jelenik meg, s a háttérben máris elképzelhetjük a társadalom alapegységeként tételeződő nukleáris család képét, amely a század vége felé – faluhelyen is – mindinkább összefonódott a protestáns etika és a kapitalizmus szellemével, rendre kitermelve és utánpótolva a fegyelem, a rendszeresség és a fáradhatatlan munkabírás erényét.
Varró lány macskával
Míg a „Varrónő” c. képen a kisfiú egy egyszerű vászonruhácskában jelent meg, a „Varró lány macskával” c. képen a címszereplő – tizenkét év körül lévő – lány már a leányideált előre vetítő vidéki viseletben jelenik meg, fehér kötővel, mely a szűziesség és az ártatlanság erényét jeleníti meg mint a közösség normatív struktúrájában kijelölt, követendő (ideális) tartalmakat. A lány felsőruhájának sötétkékje szegénységet jelenít meg, akárcsak a szoba berendezésének barnái, vörösesbarnái, amelyek az anyagi valóságra és a szorgalomra is utalnak. A lány lábánál egy tejet ivó macska látható, mely a modell gyermek voltára, gyermeki élményvilágára utal. A teret átható fény élettel tölti meg a teret, utalva a folytonos megújhodásra, bár ezt Liebermann más enteriőrjeiről is elmondhatjuk (például az előzőről). A képkivágásos kompozíció – akárcsak a fény – a pillanatnyiságra, a változásra, s az alak esetleges elrendezése a térben szintén spontaneitást jelenít meg – itt szó sincs már a lesimítottság és totalitás ingres-i ideáljáról. A lány majdnem egészen profilból jelenik meg, arcán és testhasználatán szerénység, egyszerűség tükröződik. Munkavégzése a fáradhatatlan munkabírás erényére ad okot asszociálni.
Testvérek
A „Testvérek” című kompozíció címszereplői semleges, fekete háttér előtt jelennek meg, mely, mint tudjuk, módot ad arra, hogy mélyebben fókuszálhassunk a lélektani tartalmakra, szemben a leíró-részletező jellegű kompozíciókkal, melyek gyakran inkább egy-egy hétköznapi esemény szenvtelen elbeszélésére alkalmasak. A kisded kezében egy kis játékfigurát látunk, melyet talán bátyja készített az ő számára – a kicsi ezt a figurát csodálja, mely tárgy egyben a testvéri bizalom magvát is jelképezheti. A kisded ruhájának fehére ártatlanságot, tisztaságot és egyszerűséget jelenít meg, barnája szegénységet, a fiú viseletének feketéje hiányt és lemondást, pirosa szeretet, s mindezzel együtt kettejük alakja – például a fiú komoly, törődést és oltalmazást sejtető tekintete okán – szoros kölcsönösségben jelenik meg. A kompozíció egészét a fekete komor tónusai uralják, ám a kicsi mosolya révén alapvetően mégis bizakodásra okot adó, derűs életszemlélet jelenik meg.
Kislány
Sötét, semleges háttér előtt jelenik meg a „Kislány” címszereplője is, testhasználatával a spontaneitás gyermeklét-motívumát mutatva. Ruházatának színei ártatlanságra (fehérek), egyszerűségre és szegénységre (barnák) utalnak, minősége nélkülözésre és hiányra. A semleges háttérnek köszönhetően – s ez az előző képre is érvényes – az antropológiai jegyek kerülnek előtérbe, felhívva a figyelmet a gyermeklét antropológiai értékeire, sajátosságaira, arra, hogy a gyermek minőségileg különböző lény, ugyanakkor a kissé felülről történő ábrázolásnak köszönhetően a festő alapvetően felnőtt perspektívából ábrázolja a gyermekkort, érzékeltetve a felnőtti tekintély jelenlétét, s a gyermekkornak a felnőttek ellenőrzésének, gyámolításának alárendelt voltát. Ugyanakkor ezzel együtt is érződik e festményen a felismerés, mi szerint a gyermeknek „önálló világa van – saját szemléletmóddal, nézőpontokkal, problémákkal, értékekkel és tapasztalatszerzési formákkal –, mely világ nem mérhető a felnőttség mércéjével, s amelyre a nevelőnek feltétlenül tekintettel kell lennie” (Mészáros-Németh-Pukánszky, 2005).
Fiú tehenekkel
Az impresszionizmusra jellemzően, a befejezetlenség ábrázolási gyakorlatának megfelelően, Max Liebermann festményein találkozunk háttal ábrázolt alakokkal is, mint például a „Fiú tehenekkel” című alkotáson. Ez a kép egy fiúgyermeket ábrázol, aki valószínűleg munkáját végzi, a tehenekre vigyáz. A természet színeivel összhangban kerül ábrázolásra, légiesen elmosódó felületen, reszketeg ecsetkezeléssel. A képen a szemlélődő gyermek fogalma jelenik meg, amely a táj messzeségének köszönhetően jut kifejeződésre. A művészettörténet megelőző korszakaiban nem igazán fordult elő ennek a felfogásnak az érzékeltetése, most azonban a gyermekkor valóban minőségileg különböző, nyitott életszakaszként került megjelenítésre, akárcsak más Liebermann-kompozíciókon.
Fiúk fürdője Zandvoort-ban
Ilyenek azok a kompozíciók is, amelyeken nagyobbacska fiúk jelennek meg meztelenül a tengerparton, itt azonban nem a „kontempláció”, hanem a cselekvés révén jutnak kifejeződésre a gyermekkort antropológiailag jellemző tapasztalatszerzési formák. Ilyen ábrázolás például a „Fiúk fürdője Zandvoort-ban” című kép, melyen – s ezt fontos leszögezni – a táji vagy tárgyi környezetre szintén nagy hangsúlyt fektető ábrázolásokhoz hasonlóan ugyancsak szenvtelenül, leíró-részletező jelleggel kerültek megjelenítésre a fiúalakok, tárgyszerűen, hűvösen. Itt emelhető ki az impresszionizmus azon jellemzője, melyet Nicole Tuffelli a következőképpen fogalmaz meg: az új művészek a „valóságból választottak olyan témákat, amelyeket a közvélemény korábban a történelmi témáknál kevésbé nemeseknek ítélt, vagyis elvetették a témák hierarchiáját, a látványnak biztosítottak elsőbbséget a festészetben” (Tuffelli, 2001, 35). Ezt a megállapítást az impresszionizmusra általában alkalmazhatjuk, s ezért fordult elő gyakran – különösen az ehhez hasonló, tematikai szempontból közömbös vagy szenvtelen ábrázolásokon –, hogy a kritika és a közönség véleményét a művészek megbotránkoztatták. Először ilyen hatást Courbet és Manet ért el, de még a századforduló táján is akadt ok a megdöbbenésre és a felháborodásra nyárspolgári környezetben.
Fürdőző fiúk
Az előzőhöz hasonlóan nyílt, őszinte és leplezetlen ábrázolását nyújtja a gyermeki létnek és az azzal járó felszabadult fizikai aktivitásnak a „Fürdőző fiúk” című ábrázolás, mely mű a szabad ég alatt, az összbenyomást érzékeltetvén, a részleteket mégis gondosan kidolgozva, szenvtelenül jeleníti meg a gyermeklétnek a pusztán szemidegen keresztül észlelhető sajátosságait. Nem gyermekperspektívából kerül megelevenítésre a jelenet, a fő szempont itt maga az ábrázolás, s nem valamilyen témának az ábrázolása, s nincs törekvés itt egy adott téma ikonográfiai kategóriák szerint történő megmerevítésére – ennyiben az impresszionizmus mindenképpen elhagyja a realizmus kritikai attitűdjét. A kompozíció bal szélén mintegy belépni látunk egy vélhetően felnőtt, talán idősebb alakot is ruhában, bottal: ő mintha – ruházatának erős színei, s mozdulatának bizonytalansága révén – kicsit megzavarná a gyermekek e felszabadult jelenetének összhangját, figyelmeztetve a gyermeki „jeleneten” kívüli valóságra.
Uszodában
Rendkívül felszabadult jelenet az „Uszodában” című jelenet is, melyen vetkőzés és öltözés szemtanúi lehetünk. E széttartó mozdulatok, az alakok sokféle beállítása, az átlós kompozíció, a légiesen elmosódó felület alapvetően itt is spontaneitást érzékeltet meg, némileg talán utalva a gyermekkor spontaneitására. Azonban úgy vélem, az impresszionista kompozíciókon semmilyen tartalom nem tematikailag-ikonográfiailag, hanem sokkal inkább a látvány szempontjából kódolt…
Úton az iskolába Edamban
Liebermann képein – bár nem ez a legjellemzőbb – olykor megjelenik az intézményes nevelés valósága is, ahogyan az „Úton az iskolába Edamban” című képen. Itt elöl fehér ruhás kis kalapos hölgyek haladnak egymás mellett egymás mellett, s a háttérben is, ráérősen haladva az iskolaépület felé. Valójában leginkább a cím biztosít minket az úti cél mibenlétéről, mindenesetre az „Óvoda Amszterdamban” című képen biztosabbak lehetünk a dolgokban.
Óvoda Amszterdamban
Ez a mű is egy napfénytől áthatott belső térben ábrázolja a puttó-szerűen megjelenített, komoly tekintetű, bájos gyerekeket, s a nevelőnő személyének köszönhetően itt egyértelműen megjelenik a normatív struktúra, melynek közegében a kicsik mozognak, ám mégsem válik szemléletessé, hiszen a felnőtt a kép jobb szélére szorult. A kép terét – a középteret – alapvetően a kicsik töltik ki, akiknek ruházatának többféle színe – ha nem is szín-kavalkádja – a gyermekkor szabadságára, felszabadultságára utal. Nem érződik itt semmiféle rigorózus nevelői attitűd. A gyerekek egymással beszélnek, egymáson keresztül ismerkednek a világ dolgaival, a szavak, az érzékletek, a társas viszonyok világával.

## Fordítás
Ez a szócikk részben vagy egészben  a   Max Liebermann című angol Wikipédia-szócikk fordításán alapul.  Az eredeti cikk szerkesztőit annak laptörténete sorolja fel. Ez a jelzés csupán a megfogalmazás eredetét és a szerzői jogokat jelzi, nem szolgál a cikkben szereplő információk forrásmegjelöléseként.